# Maureen Forrester
Maureen Forrester, née Maureen Katherine Stewart Forrester à Montréal, Québec, le 25 juillet 1930 et morte à Toronto, Ontario, le 16 juin 2010 ,,, est une contralto canadienne, surtout récitaliste et particulièrement renommée en tant qu'interprète de Mahler et de Brahms.

## Biographie
Aînée d'une famille de quatre enfants, Maureen Forrester étudie le piano dès l'enfance, travaille ensuite comme secrétaire téléphoniste afin de payer ses leçons de chant avec Sally Martin, Frank Rowe, puis Bernard Diamant (1912-1999). Ses débuts professionnels ont lieu en 1951, dans The Music Makers d’Elgar, avec la Chorale Elgar de Montréal, puis à l’opéra, en 1953, dans le rôle-titre de la couturière Louise, une œuvre mise en musique par Gustave Charpentier. Elle chante aussi à la radio, et en concert avec l'Orchestre symphonique de Montréal, dans la neuvième symphonie de Beethoven, en décembre 1953, sous la direction d'Otto Klemperer.
Elle participe à l'aube de sa carrière, à une tournée Jeunesses Musicales Canada en 1953-1954.
C'est aussi à 22 ans, en 1953, qu'elle croise le pianiste John Newmark (1904-1991), qui devient, dès lors, son principal accompagnateur en récital, tout au long de sa carrière. À l'époque, avec grand intérêt, les Canadiens assistent à la naissance de leur télévision nationale qui, durant les premières décennies, leur présentera souvent des œuvres de haut niveau, interprétées par ces Forrester et Newmark, ou autres nombreux interprètes des arts classiques (musique, théâtre, ballet), notamment dans les émissions du dimanche soir : L'Heure du concert (jusqu'en 1967) suivie, à l'horaire, de l'émission Les beaux dimanches (émission qui, avant de disparaître à l'été 2004, absorbe la précédente, mais aura été de plus en plus vouée, comme chez les diffuseurs privés, aux seules œuvres récentes, dites « populaires » car à succès commercial immédiat).
C'est en février 1955, que Maureen Forrester débute à Paris, par un récital à la salle Gaveau. Elle se débrouille assez bien en français, alors, pour avoir vécu son enfance dans un milieu francophone montréalais (rue Fabre), quoique étant de souche irlandaise (côté maternel) et écossaise (côté paternel). La tournée européenne qui s'ensuit, organisée par les Jeunesses musicales de France, la fait connaître en France et dans les pays voisins.
Après un concert au Town Hall de New York, elle paraît le 12 novembre 1956 au Carnegie Hall, dans la symphonie no 2, dite Résurrection, de Gustav Mahler, dirigée par Bruno Walter, qui cherchait pour ce répertoire une remplaçante à la contralto anglaise Kathleen Ferrier, morte en 1953. Cette prestation fait sensation, mousse et accélère sa carrière internationale. Elle se produit ensuite avec les orchestres symphoniques de Boston et de Philadelphie, puis se rend en Europe, se perfectionner en Allemagne avec Michael Raucheisen. Elle paraît, alors aussi, en concert aux Pays-Bas, en Belgique, Autriche, France, Angleterre, Espagne… s'illustrant dans les œuvres de Mahler, Brahms, Schumann, Strauss, Elgar.
« Son plus grand titre de gloire: avoir été choisie personnellement par Bruno Walter, l'illustre chef [ayant presque terminé sa longue carrière], disciple de Mahler et créateur de son Das Lied von der Erde, pour interpréter l'œuvre à Carnegie Hall en 1960 (sic) — selon le critique montréalais Claude Gingras. »
Elle aborde l'opéra, pour la première fois à Toronto, en 1961, comme Orfeo, dans Orfeo ed Euridice de Gluck. Elle connaît un énorme succès au New York City Opera en 1966, dans le rôle de Cornelia dans Giulio Cesare de Haendel. Elle reprend ce rôle au Teatro Colon de Buenos Aires, en 1968, puis débute au Royal Opera House de Londres, en 1971, en Fricka dans Der Ring des Nibelungen, au Metropolitan Opera de New York, en 1975, comme Erda dans Der Ring des Nibelungen. Elle se produit aussi aux Opéras de Vancouver et de San Francisco.
Son répertoire inclut les rôles de Brangäne dans Tristan und Isolde, Clytemnestra dans Elektra, la Comtesse dans Dame de Pique, la Sorcière dans Hänsel und Gretel, Mme de Haltière dans Cendrillon, Mme de Croissy dans Dialogues des carmélites, Madame Flora dans Le Médium, La Cieca dans La Gioconda, Ulrica dans Un ballo in maschera, Mistress Quickly dans Falstaff, etc.
Possédant une voix souple, au timbre riche, elle excelle sur scène autant en récital que dans la comédie ou le drame. Elle s'est également illustrée dans la musique sacrée de Monteverdi et les oratorios de Haendel, et a participé à de nombreux enregistrements.
Maureen Forrester aura chanté surtout du lied et de l'oratorio, à travers le monde, jusqu'en Russie, en Australie et en Orient. Au sommet de sa carrière, elle honore quelque 120 engagements par an. Elle se retrouve avec les plus célèbres orchestres, dirigés par, outre Bruno Walter : Thomas Beecham, Otto Klemperer, Ferenc Fricsay, Herbert von Karajan, Fritz Reiner, Leopold Stokowski, ou Leonard Bernstein…
Moins sollicitée à l'opéra, elle se produit néanmoins, du Metropolitan à La Scala, dans des ouvrages de Handel, Gluck, Verdi, Richard Wagner, Tchaïkovsky, Richard Strauss, Poulenc et Menotti. En fin de carrière, elle se tourne vers l'opérette, la chansonnette et le jazz.
Elle enseigne au Conservatoire de musique de Philadelphie (de 1966 à 1971), puis à l'Université de Toronto. Elle est présidente du Conseil des Arts du Canada (de 1983 à 1988).
Elle était mariée (de 1957 à 1974) au violoniste Eugene Kash (1912-2004), avec qui elle eut cinq enfants, qui lui survivent, dont quatre filles. Elle meurt, dans la soirée du 16 juin 2010 , entourée des siens, après un long combat, d'une dizaine d'années,, contre la maladie d'Alzheimer.

## Honneurs

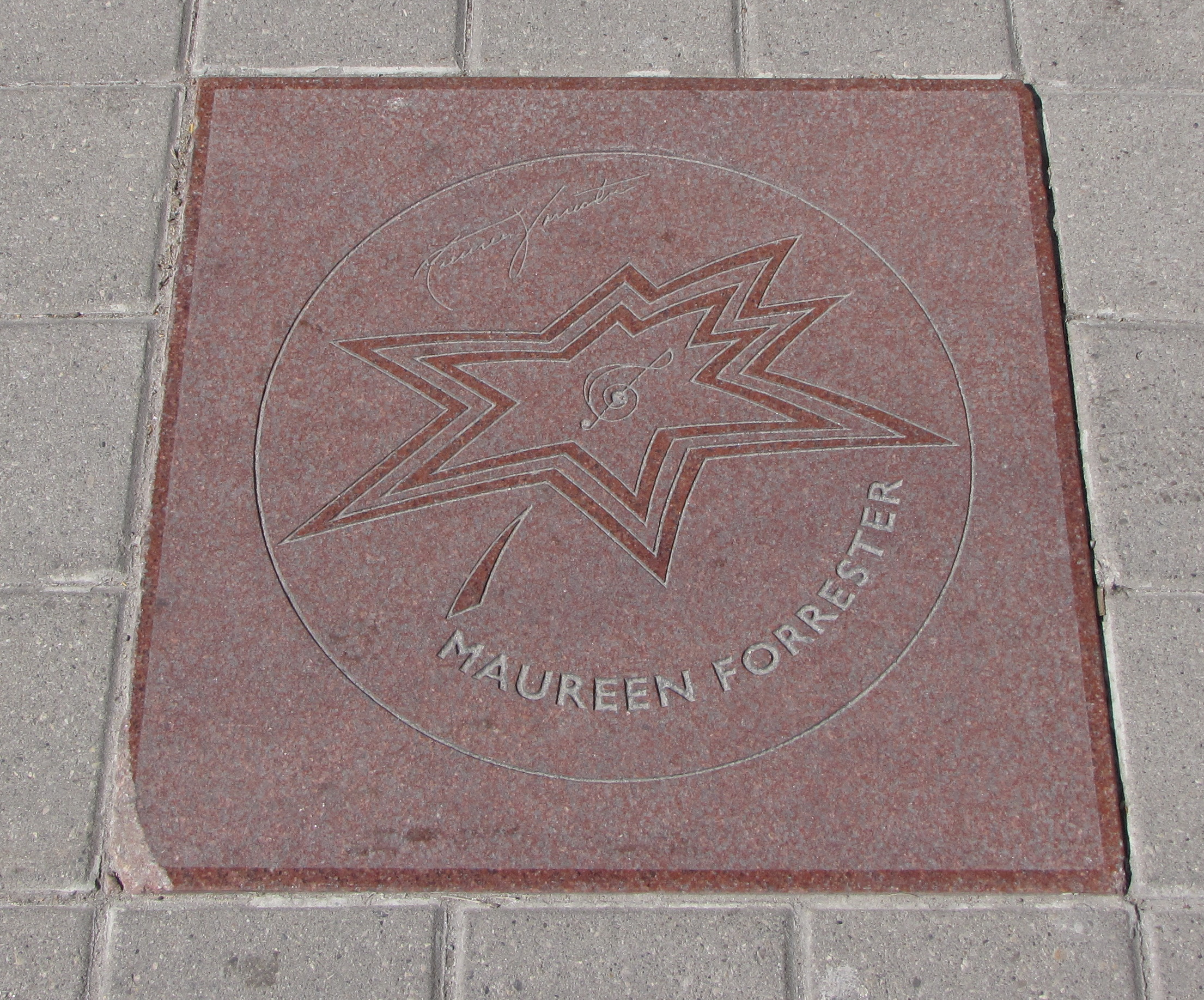
L'étoile attribuée à Maureen Forrester,
en 2000, sur l'Allée des célébrités, à Toronto.

- 1964 - Proclamée Femme canadienne de l'année, sur sondage auprès de rédactrices de journaux canadiens[9]
- 1967 - Compagnon de l'Ordre du Canada[10]
- 1967 - Lauréate du National Award in Music de l'Université de l'Alberta[9]
- 1968 - Lauréate du Harriet Cohen International Music Award[9]
- 1971 - Prix Juno, par The Canadian Academy of Recording Arts and Sciences (CARAS)
- 1972 - Prix Molson
- 1977 - Membre honoraire (à vie) du Conseil international de la musique[9]
- 1980 - Diplôme d'honneur de la Canadian Conference of the Arts
- 1981 - Prix Canada Music Day[9]
- 1983 - Medal of The Canada Music Council (Médaille du Conseil canadien de la musique)
- 1986 - Membre à vie de la Canadian Actors' Equity Association
- 1987 - Admise au tableau d'honneur de la revue Maclean's[9]
- 1987 - Lauréate d'un Toronto Arts Award[9]
- 1990 - Admise au Canadian Music Hall of Fame (Panthéon de la musique canadienne), par la CARAS[11]
- 1990 - Membre de l'Ordre de l'Ontario
- 1994 - Intronisée au Panthéon canadien de l'art lyrique
- 1995 - Prix de la Banque Royale
- 1995 - Prix des arts de la scène du Gouverneur général
- 2000 - Membre de l'Allée des célébrités canadiennes (Canada's Walk of Fame)[12]
- 2002 - Barbara Hamilton Award (Prix Barbara Hamilton)
- 2003 - Officier de l'Ordre national du Québec[13]
- 2004 - Master Works Honouree by the Audio-Visual Preservation Trust of Canada
- Titulaire de quelque trente doctorats honorifiques, de diverses universités

En 1994, l'Université Wilfrid-Laurier, dont elle a été chancelière de 1986 à 1990, l'honore en créant les Bourses d'études de musique Maureen-Forrester et en donnant son nom à l'une de ses salles de récital.
En 2011, les Jeunesses musicales Canada ont créé le prix Maureen-Forrester. Attribué une fois aux trois ans, le prix consiste en une tournée de récitals au Canada.

## Sources
- Margaret Frazer, Susan Spier, Betty Nygaard King, Forrester, Maureen, traduit en français, dans l'Encyclopédie de la musique au Canada [article en ligne]
- Alain Pâris, Dictionnaire des interprètes et de l'interprétation musicale au XXe siècle, Paris, Robert Laffont, coll. « Bouquins », 1989, 1112 p. (ISBN 978-2-2210-6660-7, OCLC 319830089)
- Le documentaire (en) Maureen Forrester: The Diva in Winter, présenté par la CBC Television, dans sa série Life and Times, le 17 octobre 2000 ; réalisé par Donald Winkler[14]; produit par Cinepro CTF Productions Ltd.
- avec Marci MacDONALD, (en) Out of Character (memoirs), Toronto, Mcclelland & Stewart, 1987  (ISBN 0-7710-3229-3 et 9780771032295);
traduit en français par Jean Chapdelaine Gagnon :
  - Maureen Forrester, Marci McDonald, Au-delà du personnage (mémoires), Montréal, Libre expression, 1989, 387 p.  (ISBN 2-89111-396-9 et 9782891113960).